# Anglikanische Gemeinschaft
Die Anglikanische Gemeinschaft (auch Anglikanische Kommunion, englisch Anglican Communion; von lateinisch anglicanus ‚englisch‘), umgangssprachlich auch die anglikanische Kirche, ist eine weltweite christliche Kirchengemeinschaft, die in ihrer Tradition evangelische und katholische Glaubenselemente vereinigt, wobei die katholische Tradition in der Liturgie und im Sakramentsverständnis (insbesondere dem Amtsverständnis) vorherrscht, die evangelische in der Theologie und der Kirchenverfassung.
Die anglikanischen Kirchen sehen sich als Teile der einen, heiligen, katholischen und apostolischen Kirche, die sich der Tradition und Theologie der englischen Reformation (zum Teil auch der schottischen, siehe Scottish Episcopal Church#Geschichte) verpflichtet haben. Jedoch verstehen die anglikanischen Kirchen ihre Reformation nicht als einen Bruch mit der vorreformatorischen Kirche, sondern als notwendige Reform der katholischen Kirche der britischen Inseln. Damit ist die anglikanische Kirche sowohl katholische Kirche als auch reformatorische Kirche, die allerdings seit der Reformation eine bewusst eigenständige christlich-anglikanische Tradition und Theologie entwickelt hat. Heiliger und Märtyrer der anglikanischen Kirche ist Thomas Morus (Gedenktag am 6. Juli).

## Organisation und Verbreitung
Die Kirchengemeinschaft besteht aus 41 selbständigen Kirchen bzw. Provinzen. Neben der Church of England, der Mutterkirche fast aller Kirchen der Anglican Communion, sind dies beispielsweise die Anglikanische Kirche von Kanada, die Episkopalkirche der Vereinigten Staaten und die Church of Nigeria. Ferner gehören zur Gemeinschaft auch unierte Kirchen, zu denen sich evangelische und anglikanische Kirchen zusammengeschlossen haben, wie die Church of South India, die Church of North India oder die Church of Pakistan. Für eine vollständige Liste aller Mitglieder der Gemeinschaft siehe Liste der Mitgliedskirchen der Anglikanischen Gemeinschaft. Die Provinzen bzw. Kirchen, denen jeweils ein Primas (primate) vorsteht, bestehen meist aus mehreren Bistümern.
Die Zahl der Mitglieder ist schwer zu bestimmen, da viele Kirchen bei den Angaben zur Mitgliederzahl nicht angeben, worauf sich diese bezieht (regelmäßige Gottesdienstbesucher, registrierte Kirchenmitglieder, traditionell mit der Kirche verbundene gelegentliche Kirchgänger). Oftmals wird die Zahl von ca. 80 Millionen Mitgliedern verwendet. Die Anglikanische Gemeinschaft selbst gibt auf ihrer Website die Zahl vorsichtiger mit mehreren zehn Millionen („tens of millions Christians“) an. Ein Aufsatz des Kirchenhistorikers Daniel Muñoz, der 2015 im Journal of Anglican Studies erschien, kam aber zu dem Ergebnis von nur etwa neun Millionen aktiven Kirchenmitgliedern.
Anglikanische Kirchen gibt es vor allem in englischsprachigen Gebieten sowie in den Ländern des Commonwealth (insbesondere den Commonwealth Realms). Vereinzelte Gemeinden finden sich auch in den meisten übrigen Staaten.
Darüber hinaus gibt es Kirchen, die der anglikanischen Tradition angehören, jedoch nicht zur Anglikanischen Gemeinschaft gehören (u. a. die sogenannten Anglican continuing churches).

### Leitung der Kirchengemeinschaft
Die Gemeinschaft kennt keine zentralisierten Strukturen der Autorität, sondern vertritt seit der englischen Reformation das Prinzip, dass kein Bischof (ob von Rom, Canterbury oder Konstantinopel) für die Geschäfte eines anderen Bistums weisungsbefugt ist. Dennoch gibt es in der Gemeinschaft vier sogenannte Instruments of Unity („Instrumente der Einheit“). In der Reihenfolge ihres Alters sind diese: Der Erzbischof von Canterbury, die Lambeth Conference, das Anglican Consultative Council und das Primates' Meeting (Treffen der Primasse, der ranghöchsten Bischöfe der einzelnen Provinzen).
- Oberster geistlicher Leiter der Kirche ist der Primas der Church of England, also der Erzbischof von Canterbury (nach dem Rücktritt von Justin Welby am 6. Januar 2025 zurzeit vakant) als primus inter pares. Er, dessen Amt seit Gründung durch Augustinus von Canterbury im Jahr 597 besteht, besitzt kein Weisungsrecht gegenüber den übrigen Kirchen der Kirchengemeinschaft.
- Seit 1867 tagt die Lambeth Conference, eine Konferenz der Bischöfe aller Kirchen der Anglikanischen Kirchengemeinschaft, alle zehn Jahre. Aufgrund der prekären Situation der Anglikanischen Gemeinschaft fand die für 2018 geplante Konferenz erst im Juli / August 2022 statt.
- Die Anglikanische Beratende Versammlung (ACC: Anglican Consultative Council) tritt seit 1968 etwa alle drei Jahre zusammen und hat in erster Linie koordinierende Funktionen. Sie setzt sich je nach Größe der jeweiligen anglikanischen Kirchen(provinz) aus einem bis drei Delegierten zusammen.
- Der Erzbischof von Canterbury beruft seit 1979 die Treffen der Primasse (Vorsteher) der anglikanischen Kirche ein und leitet sie. Diese Treffen, die anfangs alle zwei bis drei Jahre stattfanden und seit 2000 jährlich, haben ebenfalls kein Weisungsrecht gegenüber den einzelnen Kirchen. Gewöhnlich wird dabei ein gemeinsamer Pastoralbrief herausgegeben.

### Aufbau einer anglikanischen Kirche/Kirchenprovinz
Die Mitgliedskirchen werden Kirche oder Provinz genannt. Einige dieser Kirchenprovinzen decken sich mit den Grenzen politischer Staaten, einige erstrecken sich über mehrere Staaten, während andere nur Teilbereiche einer Nation einschließen.
Geleitet wird jede Kirche von einer Synode, die sich aus den Bischöfen, Klerusvertretern und Laienvertretern zusammensetzt. Die Versammlung kann aus einem Haus (Synode) oder aus zwei Kammern (z. B. Haus der Bischöfe, Haus der Deputierten) zusammengesetzt sein und tagt stets zu bestimmten Zeiten. In einigen Fällen besteht neben ihr ein Provinzbüro, in dem alle laufenden Angelegenheiten der Kirche bearbeitet werden. In anderen Provinzen besteht an der Stelle des Provinzbüros ein Executive Committee, das sich ebenfalls mit Fragen der Finanzen oder Klerikerausbildung beschäftigt. Oft wird das Büro bzw. Komitee von einem Generalsekretär geleitet.
Jeder anglikanischen Kirche steht ein Primas vor. Dieser kann der Bischof eines bestimmten Sitzes sein, so wie für England in Canterbury, ist aber für gewöhnlich nicht daran gebunden, sondern wird auf der Provinzsynode gewählt. In den meisten Fällen trägt er den Titel eines Erzbischofs, und oft ist seine Amtszeit beschränkt. In der Episkopalkirche der USA lautet der Titel des Primas Presiding Bishop.

### Aufbau einer anglikanischen Diözese
Jeder Diözese steht ein Bischof vor, dem – wenn die Diözese von entsprechender Größe ist – Suffraganbischöfe beigeordnet sind. Diese haben eine ähnliche Rolle wie die Weihbischöfe der römisch-katholischen Kirche. Es kann zwar vorkommen, dass sie einen eigenen Bezirk innerhalb der Diözese zugeordnet bekommen, sie bleiben aber in jedem Fall dem Diözesanbischof untergeordnet. Manchmal wird die Regionalaufsicht stattdessen durch einen sogenannten Archidiakon oder einen Dekan ausgeführt (siehe unten).
Die Kirchengemeinschaft sieht sich als in der Apostolischen Sukzession stehend an. Dieser Anspruch wird sowohl von der orthodoxen als auch von der altkatholischen Kirche anerkannt, nicht jedoch von der römisch-katholischen Kirche (siehe Apostolicae curae).
Der Diözesanbischof besitzt meistens eine Kathedrale, an welcher es den Kathedralklerus gibt. Dieser untersteht dem Dean (Dekan) oder Provost (Propst) und kann sich ggf. in Residenzkanoniker, Honorarkanoniker (Praebendare) und Niedere Kanoniker unterteilen.
Der Diözesanklerus besteht aus Priestern, die entsprechend der Gemeinde, in der sie tätig sind, vicars oder rectors (Pfarrer), curates (Kapläne/Vikare) oder assistant curates/priests sind, sowie aus Diakonen. Mehrere Pfarrkirchen sind in Dekanaten zusammengefasst. Besonders große Diözesen sind in Archdeaneries (Erzdekanate) unterteilt, denen Archdeacons vorstehen (manchmal mit den Suffraganbischöfen identisch). Diese Erzdekanate ähneln den Regionen in großen römisch-katholischen Diözesen.
Um in die Reihen des Klerus der anglikanischen Kirche aufgenommen zu werden, bewirbt man sich beim Bischof einer Diözese. Dieser wird diese Bewerbung an ein Gremium (Selection Conference) weiterleiten, das den Bewerber auf seine Eignung im Geistlichen, Geistigen, Gesundheitlichen und Familiären prüft. Ist dies geschehen, so sendet es ein Gutachten an den jeweiligen Bischof, in welchem es den Bewerber empfiehlt, bedingt empfiehlt oder ablehnt. Zugleich macht es auch Vorschläge zur Ausbildung, welche von einem normalen Hochschulstudium bis zu regionalen Kursen reichen. Hat der Bewerber die Zustimmung des Bischofs erhalten, so untersteht er fortan einem Diocesan Director for Ordinands, der den Bewerber in allen Bereichen seines Lebens begleitet und zum Ende der Ausbildung ein Zeugnis zu dessen Eignung abgibt. Ist dieses positiv ausgefallen, so steht der Weihe des Bewerbers oder der Bewerberin nichts mehr im Wege.

### Aufbau in Kontinentaleuropa
Im 19. Jahrhundert gründeten sowohl die Church of England als auch die US-Episkopalkirche in Europa Pfarreien. Die Zielgruppe waren Glaubensangehörige im Ausland sowie Reisende. Zuständig für diese Pfarreien war ursprünglich der Bischof von London (im Fall der Church of England) bzw. der Presiding Bishop (im Fall der US-Episkopalkirche). Später übertrug der Bischof von London die Zuständigkeit an den neu eingesetzten Bischof von Gibraltar.

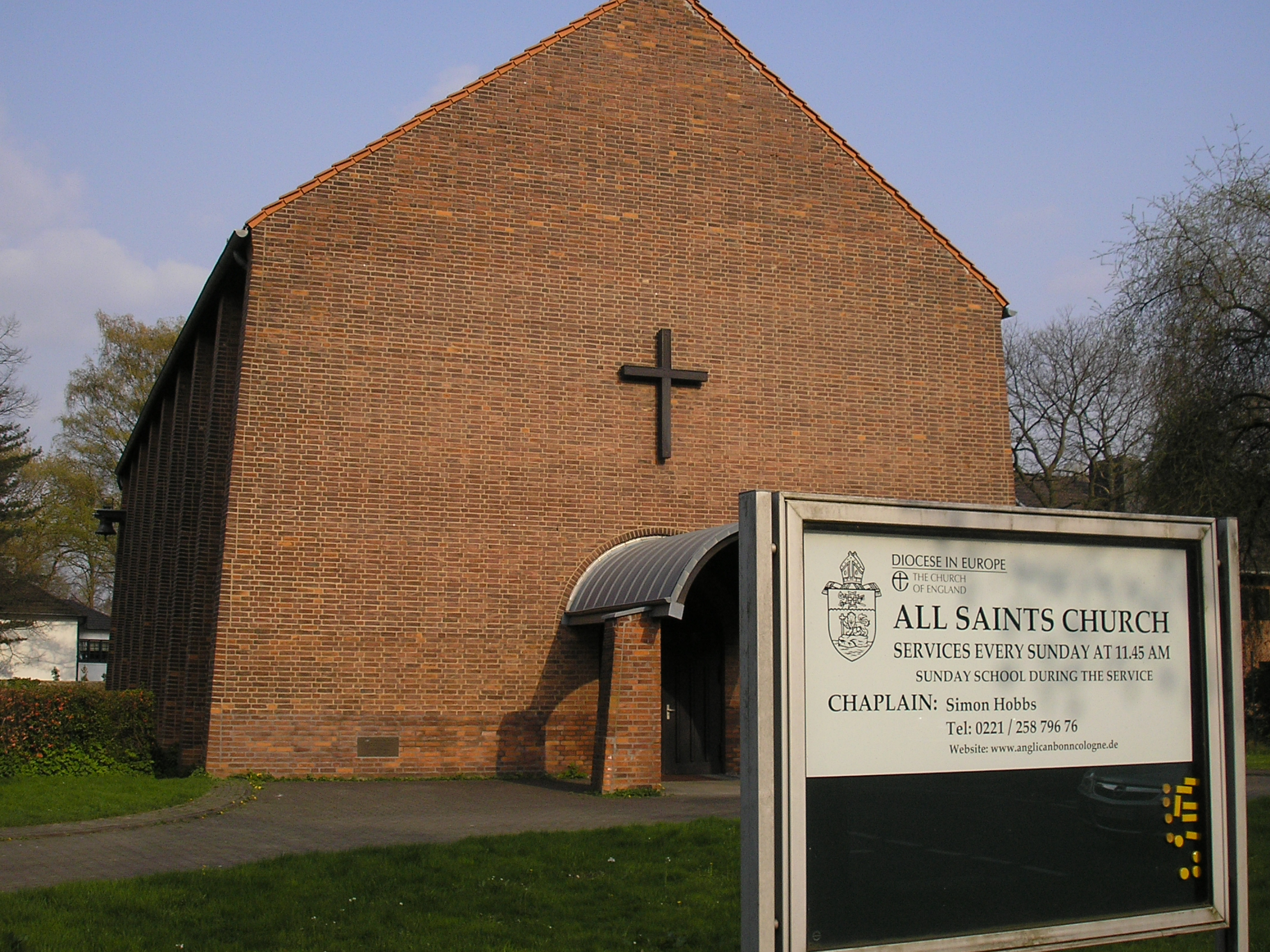
All Saints Church, Köln-Marienburg

1980 wurde durch eine Union der Diözese von Gibraltar und der vom Bischof von Fulham geleiteten Jurisdiktion of North and Central Europe die Diözese in Europa (Diocese [of Gibraltar] in Europe) gegründet, die seither für die Gemeinden in Europa außerhalb Großbritanniens und Irlands zuständig ist (zusätzlich für einige Länder in Zentralasien und Nordafrika). Parallel stärkte die US-Kirche die Autonomie der europäischen Pfarreien durch die Struktur der Convocation of Episcopal Churches in Europe, eine bistumsähnliche Organisation mit einem Suffraganbischof, der ursprünglich vom Presiding Bishop ernannt wurde. Im Juni 2001 wurde Pierre Whalon erstmals durch den Klerus und Volk der Convocation als Bischof gewählt. Er trat von dem Amt 2018 zurück wegen Erreichung der Altersgrenze. Sein Nachfolger ist Mark D. W. Edington, gewählt am 20. Oktober 2018 und in das Amt eingeführt zum 1. März 2019. Die feierliche Amtseinführung unter der Leitung des Presiding Bishops fand am 6. April 2019 in der Kathedrale in Paris statt.
In Deutschland gibt es rund 40 anglikanische bzw. episkopale Gemeinden, von denen sich die englischsprachigen 1997 zum Council of Anglican and Episcopal Churches in Germany (CAECG) zusammengeschlossen haben. Viele von ihnen wurden im 19. Jahrhundert gegründet und erfuhren in der Besatzungszeit nach dem Zweiten Weltkrieg neuen Aufschwung, manche – wie die Gemeinde in Hamburg – gehen auf Handelsbeziehungen zwischen England und Kontinentaleuropa im 17. Jahrhundert zurück. Eine Reihe von deutschsprachigen Gemeinden entstanden in den letzten Jahren und zählen sich zur Church of England, der Anglican Independent Communion oder der Anglican Church in North America.
Gemeinden der Church of England existieren u. a. in Berlin, Bonn/Köln, Düsseldorf, Freiburg im Breisgau, Hamburg, Heidelberg, Leipzig und Stuttgart. Sie gehören zur Archdeaconry of Germany & Northern Europe, die von einem Archdeacon geleitet wird. Gemeinden der Episcopal Church in the USA (ECUSA) existieren u. a. in Frankfurt am Main, München und Wiesbaden; dazu kommen Missionen in Augsburg, Karlsruhe, Nürnberg und Ulm.
Die anglikanischen Gemeinden in der Schweiz bilden in der Diözese in Europa der Church of England eine eigene Archdeaconry, welcher der Ven. Arthur Siddall vorsteht. Sie hat acht Standortpfarreien in größeren Städten und einige weitere Gemeinden, die von dort betreut werden. Die US-Episkopalkirche hat eine Gemeinde in Genf.
In Österreich gibt es eine anglikanische Gemeinde in Wien, die Christ Church Vienna; von dort aus werden so genannte Satellitengemeinden z. B. in Klagenfurt betreut. Sie wird geleitet von Ven. Patrick Curran, Bischofsvikar des östlichen Europas.

## Lehre
Die anglikanischen Kirchen bekennen sich „zum dreieinigen Gott […], wie er sich in Jesus Christus offenbart hat“. Grundlage der Lehre sind die 39 Artikel, das Book of Common Prayer und die Ordnung zur Ernennung von Bischöfen, Priestern und Diakonen, allesamt entstanden im 16. Jahrhundert und größtenteils das Werk von Thomas Cranmer, Erzbischof von Canterbury.
In der anglikanischen Lehre gibt es ein weites Spektrum zwischen der High Church (Anglo-Katholizismus), die in Liturgie und Lehre den anderen katholischen Kirchen nahesteht, und der Low Church, die dem Protestantismus, insbesondere dem Calvinismus, nahesteht.
Theologisch sind innerhalb der anglikanischen Kirchen sehr liberale wie auch streng evangelikale und konservative anglokatholische Richtungen vertreten.
Dieses sehr weite Meinungsspektrum wird teilweise als Stärke der Anglikaner betrachtet, die somit ein weites Spektrum des heutigen Christentums ohne Kirchenspaltung in einer Kirche umfassen können. Teilweise wird aber auch kritisiert, dass die Kirche so für nichts mehr stehe und der Beliebigkeit zu viel Raum gebe.

## Gottesdienst und Praxis
Der Gottesdienst der anglikanischen Kirchen ist liturgisch ähnlich aufgebaut wie der der sonstigen katholischen Kirchen. Er ist im Book of Common Prayer niedergelegt, von dem die einzelnen Gliedkirchen eigene Ausgaben haben.

### Liturgie
Die Liturgie der anglikanischen Kirchen hat die Eucharistie als zentrales Element und auch anderweitig zeugt sie vom anglikanischen Selbstverständnis als Teil der universalen katholischen Kirche. Die gottesdienstlichen Handlungen im Anglikanismus wurden allerdings, anders als in der römisch-katholischen Kirche, schon seit der Reformationszeit in der jeweiligen Landessprache abgehalten.

### Gebet
Das Stundengebet, in den anglikanischen Kirchen als Daily Office bezeichnet, ist eine wichtige Tradition. Insbesondere der Morning- und Evening Prayer sind weit verbreitet und werden in einigen Kirchen täglich gebetet. Die anglikanischen Kirchen kennen auch die Rosenkranztradition, wobei der Aufbau des Rosenkranzes und die Gebete sich von denen der katholischen Kirche unterscheiden und weniger auf Maria, dafür stärker auf Jesus Christus ausgerichtet sind. Diese Tradition wird jedoch nur in den eher zum Anglokatholizismus neigenden Gemeinden praktiziert; viele Anglikaner aus anderen Gemeinden sind mit dem Ave-Maria-Gebet, das nicht im Book of Common Prayer vorkommt, gar nicht vertraut.

### Orden
Wie die katholische Kirche, so kennt auch der Anglikanismus Männer- und Frauenorden. Nachdem sich die Kirche in England 1531 vom Papst losgesagt hatte (siehe unten), wurden die bestehenden Klöster aufgelöst. Rund 300 Jahre lang blieb monastisches Leben in England und Schottland verboten. In der Mitte des 19. Jahrhunderts bildeten sich unter dem Einfluss der Oxford-Bewegung (siehe unten) erstmals wieder geistliche Gemeinschaften, die nach den Evangelischen Räten lebten. Frauenorden entstanden seit den 1840er Jahren. Die meisten zur Reformationszeit bereits bestehenden katholischen Orden haben anglikanische Entsprechungen. Diese leben nach den Evangelischen Räten und in Gemeinschaft, sind entweder kontemplativ oder aktiv in der Erziehung bzw. in der Pflege tätig.

## Geschichte
Die Kirche von England datiert ihre Geschichte zurück bis in die römische Zeit, als das Christentum sich im gesamten römischen Reich ausbreitete. Nach dem Abzug der Römer und Einfall der Angeln, Sachsen und Jüten, die ihre heidnische Religion mit sich brachten, blieben nur noch die keltischen Stämme Britanniens im äußersten Norden und Westen der Inseln als Christen zurück (siehe dazu: Keltische Kirche). Mit der Mission von Augustinus von Canterbury an den Hof von Kent im Jahr 597 kam die christliche Religion erneut aus Rom nach England. Diese Missionstätigkeit ergänzte sich mit einer Mission durch irische Mönche (siehe Columban).

Kirchenprovinzen in England

Die Bistümer in England waren in die beiden Kirchenprovinzen Canterbury und York aufgeteilt. Als 1529 unter Heinrich VIII. Streitigkeiten zwischen dem englischen Thron und dem Papst in Rom über die Rechtmäßigkeit der königlichen Ehen aufkamen, erklärten die Bischöfe Englands am 11. Februar 1531, dass sie in Heinrich und nicht im Papst das Oberhaupt der englischen Kirche sahen, womit sich die englische Kirche von Rom lossagte. So wurden in den Kirchenprovinzen von York und Canterbury (nun mit Vorrang) im 16. Jahrhundert Ideen der Reformation in die Praxis umgesetzt. Die Church in Wales unterstand dem Primas von Canterbury. Nach Heinrichs Aneignung Irlands 1541 entstand dort unter den Nachfolgern die Schwesterkirche der Church of Ireland.
Unter Heinrich VIII. änderte sich durch die englische Reformation für die Kirche zunächst wenig: Der Gebrauch der lateinischen Sprache wurde zugunsten der englischen aufgegeben. Die aufgelösten Klöster gingen in königlichen Besitz über, ihre kirchliche Immunität fiel weg. Mit Eduard VI. wurde jedoch das erste Book of Common Prayer am Pfingstfest 1549 eingeführt, unter maßgeblicher Arbeit von Thomas Cranmer, Erzbischof von Canterbury. Damit begann eine Tradition, nach der sich der Anglikanismus vorrangig durch eine episkopale Kirchenordnung und eine einheitliche gottesdienstliche Praxis definiert.
Nach einer kurzen Zwischenepisode unter der römisch-katholischen Monarchin Maria I. setzte sich die Reformbewegung der englischen Kirche unter Elisabeth I. und den ersten beiden Stuart-Königen fort. Es entwickelte sich ein sich vertiefender Streit zwischen Puritanern, die eine stärker reformierte Theologie verfolgten, und Theologen wie Lancelot Andrewes, die eine katholischere Position einnahmen. Dieser Streit verursachte unter anderem den Englischen Bürgerkrieg. Nach der Restauration der Stuarts unter Karl II. wurden diese Streitigkeiten mit einem neuen Book of Common Prayer (1661) beigelegt. Dies ist auch heute noch die offizielle Version, die in England neben dem Book of Alternative Services Anwendung findet.
Im Gefolge der Glorious Revolution 1688/89 spaltete sich die heute relativ unbekannte Gruppe der Non-Juror aufgrund ihrer strengen Auslegung der anglikanischen Staatsvorstellungen ab und griff liturgisch auf das erste Book of Common Prayer zurück. Auf die Gesamtentwicklung der Church of England hatte diese kurzlebige Glaubensgemeinschaft zwar keinen Einfluss; in Schottland jedoch führte die Weigerung der Bischöfe, den Treueid zu leisten, zur Etablierung der presbyterianischen Kirche und folglich zur Gründung einer eigenen anglikanischen Kirche, der Scottish Episcopal Church.
Nach der amerikanischen Unabhängigkeit bildete sich auch in den USA eine weitere anglikanische Kirche, die nunmehr auch neben der nichtetablierten episkopalen Kirche Schottlands existierte. Es folgten auch in anderen Ländern weitere Kirchen, die aber alle zusammen im sog. Anglikanischen Kommunion eine Kirchengemeinschaft pflegen.
Im 19. Jahrhundert, unter dem Einfluss der romantischen Bewegung, fand eine neue Hinwendung zu liturgischer Tradition statt. Diese Bewegung fand ihren Ausgang in Oxford und wurde deshalb Oxford-Bewegung genannt. Zu ihren Unterstützern gehörte John Henry Newman.
Siehe hierzu auch: Anglo-Katholizismus (High Church), Low Church.
Der Erzbischof von Canterbury Charles Thomas Longley berief 1867 eine „nationale Synode der Bischöfe der Anglikanischen Kirche im In- und Ausland“ ein, die unter seiner Führung zusammentreten sollte. Nachdem er sich mit beiden Häusern der Convocation of Canterbury beraten hatte, willigte Erzbischof Longley ein und rief alle Bischöfe der Anglikanischen Gemeinschaft (damals 144 an der Zahl) zu einem Treffen in Lambeth ein. Die Lambeth-Konferenz wurde zu einer nunmehr im zehnjährigen Rhythmus stattfindenden Vollversammlung aller Bischöfe der Anglikanischen Gemeinschaft.
In der zweiten Hälfte des 20. Jahrhunderts fand in vielen anglikanischen Kirchen eine liturgische Reformbewegung statt, die zu neuen Books of Common Prayer führten. Diese waren enger an altkirchliche Liturgien angelehnt, enthielten jedoch eine modernere Sprache und Theologie. Parallel dazu wurde die Priesterschaft auch für Frauen geöffnet. Seit den späten 1980er Jahren wurden auch die ersten Bischöfinnen in apostolischer Nachfolge geweiht.

## Ökumene
Die meisten Kirchen der Anglikanischen Kirchengemeinschaft sind Mitglied im Ökumenischen Rat der Kirchen. Sie stehen darüber hinaus in Kirchengemeinschaft mit der Utrechter Union der Altkatholischen Kirchen, der Unabhängigen Philippinischen Kirche und der indischen Mar-Thoma-Kirche. 2003 unterzeichneten methodistische und anglikanische Vertreter ein Abkommen, das die Zusammenarbeit zwischen den beiden Denominationen – u. a. gemeinsame Gotteshäuser und -dienste – stärken und die Beziehungen vertiefen soll.

## Kontroversen

### Frauenordination
Uneinigkeit über die Zulassung von Frauen zu den Weihen führt bis in die Gegenwart zu Kontroversen innerhalb der anglikanischen Kirchen. Für die Mitgliedskirchen der Anglikanischen Gemeinschaft sind nur die Prinzipien des Lambeth-Quadrilateral verbindlich. Die Frage der Frauenordination wird darin nicht behandelt, daher gibt es keine einheitliche für alle Gliedkirchen bindende Regelung. Die einzelnen Kirchenprovinzen vertreten daher unterschiedliche Haltungen, manche lehnen die Frauenordination grundsätzlich ab, manche erlauben die Weihe zum Diakon, andere auch zum Priestertum oder Bischofsamt.
Als erste Frau empfing Florence Li Tim-Oi 1944 in Hong Kong durch Ronald Owen Hall, den Bischof von Victoria, Hongkong und Macau, die anglikanische Priesterweihe. Dies gilt allerdings als kriegsbedingter Einzelfall, nach Kriegsende ließ sie ihr Priesteramt zur Vermeidung eines Disputs mit dem Erzbischof von Canterbury bereits ab 1945 ruhen. Erst in den 1970er Jahren wurde die Frauenordination in den Kirchen der USA, Kanadas und Neuseelands etabliert. Die erste anglikanische Bischöfin war Barbara Clementine Harris, die 1989 zur Suffraganbischöfin der Episcopal Diocese of Massachusetts geweiht wurde. Die erste Diözesanbischöfin war von 1990 bis 2004 Penny Jamieson in der Diocese of Dunedin in Neuseeland. Am 18. Juni 2006 wurde Katharine Jefferts Schori als Presiding Bishop an die Spitze der Episkopalkirche in den USA gewählt und somit als erste Frau Primas einer anglikanischen Kirche.
Die Generalsynode der Church of England hat die Zulassung von Frauen zum Bischofsamt mehrheitlich als „theologisch gerechtfertigt“ bezeichnet. Während der Antrag bei den Bischöfen und dem Klerus die notwendige Zweidrittelmehrheit erhielt, verfehlte er sie bei den Laienvertretern um fünf Stimmen. Eine Arbeitsgruppe sollte eine entsprechende Kirchengesetzgebung auf den Weg bringen. Auf der Generalsynode 2008 wurde das Thema erneut diskutiert. Am 7. Juli 2008 beschloss die Synode die Einrichtung einer Arbeitsgruppe zur Regelung der Ordination von Frauen zum Bischofsamt. Dabei sollten die Wünsche der Mitglieder, die aus theologischen Gründen die Ordination von Bischöfinnen ablehnen, berücksichtigt werden. Es gab den Vorschlag, in jeder Kirchenprovinz nötigenfalls einen männlichen Suffragansitz einzurichten, dem sich Gemeinden anschließen können, die die Ordination von Bischöfinnen ablehnen. Er wurde bis 2010 entworfen und bis zum Februar von 42 von 44 Diözesen angenommen. Bei der Generalsynode im November 2012 erreichte dieses Kirchengesetz jedoch nicht die nötige Mehrheit bei den Laienmitgliedern. Erst 2014 wurden die nötigen Mehrheiten auf der Generalsynode erreicht.
Am 25. Januar 2015 wurde mit Libby Lane die erste Bischöfin in der Church of England ordiniert. Zur ersten Diözesanbischöfin – von Gloucester – wurde am 26. März 2015 Rachel Treweek ernannt. Zur ersten Bischöfin der Church of Ireland wurde im September 2013 Pat Storey geweiht. Die erste Bischöfin in der Church in Wales, Joanna Penberthy, wurde am 30. November 2016 für ihr Amt geweiht. Im März 2018 wurde Anne Dyer zur ersten Bischöfin der Scottish Episcopal Church geweiht.
Die 42 Provinzen und 5 extraprovinzielle anglikanische Kirchen vertreten unterschiedliche Positionen zur Frauenordination:
- 7 Provinzen ohne Frauenordination: Episcopal / Anglican Province of Alexandria, Church of the Province of Melanesia, Church of the Province of Myanmar, Church of Nigeria, Anglican Church of Papua New Guinea, Church of the Province of South East Asia, Province of the Episcopal Church of Sudan
- 3 Provinzen mit Zulassung der Frauen zum Diakonat: Church of the Province of the Indian Ocean, Province de L’Eglise Anglicane Du Congo, Church of Pakistan
- 12 Provinzen mit Zulassung der Frauen zu Diakonat und Priestertum: Church of the Province of Burundi, Parish of the Falkland Islands, Hong Kong Sheng Kung Hui, Anglican Church of Kenya, Church of the Province of Rwanda, Church of South India, Spanish Reformed Episcopal Church, Church of the Province of Uganda, Church of the Province of West Africa, Church of the Province of the West Indies, Iglesia Anglicana del Cono Sur de América, Anglikanische Kirche von Korea
- 25 Provinzen mit Zulassung von Frauen zum Diakonen-, Priester- und Bischofsamt: Anglican Church of Australia, Anglican Church in Aotearoa, New Zealand and Polynesia, Church of Bangladesh, Anglican Church of Bermuda[24], Igreja Episcopal Anglicana do Brasil,[25], Church of Ceylon[26], Iglesia Anglicana de Chile[27], die Anglikanische Kirche von Kanada, Church of the Province of Central Africa,[28], Anglican Church of Central America, Church of England, Church of Ireland, Episcopal Church in Jerusalem and the Middle East,[29] Lusitanische Kirche von Portugal, Nippon Sei Ko Kai, Anglican Church of Mexico, Igreja Anglicana de Mocambique e Angola[30], Church of North India, Philippine Episcopal Church, Scottish Episcopal Church, Anglican Church of Southern Africa, Province of the Episcopal Church of South Sudan, Church of the Province of Tanzania[31], Episcopal Church in the USA, Church in Wales

### Homosexualität
Die weltweite Anglikanische Kirchengemeinschaft befindet sich seit der Bischofsweihe von Gene Robinson am 2. November 2003 in New Hampshire (USA) in einem Diskussionsprozess, bei dem die Einheit der Kirchengemeinschaft als bedroht erscheint. Nicht nur der Vollzug der Bischofsweihe hat zu Kontroversen geführt, sondern auch die parallel verlaufende Entscheidung der kanadischen Diözese von New Westminster, Riten für die Segnung gleichgeschlechtlicher Paare zu entwickeln. Da Robinson seine Beziehungen zu seinem gleichgeschlechtlichen Partner nicht verheimlicht, wurde mit seiner Weihe erneut ersichtlich, dass es zum Thema Homosexualität innerhalb der Anglikanischen Kommunion Meinungsverschiedenheiten gibt, was bereits auf den Lambeth-Konferenzen der Jahre 1988 und 1998 deutlich geworden war. Konservative Geistliche und Mitglieder (vor allem aus Asien und Afrika, aber auch aus der American Anglican Council) sehen diesen Schritt als unvereinbar mit der bislang vertretenen Lehre der Kirche und als Bruch der Kommunion. Zwar hatten die Konferenzen mehrheitlich festgestellt, dass homosexuelle Praxis mit der Heiligen Schrift unvereinbar sei; allerdings hat eine Lambeth-Konferenz im Anglikanismus nicht den Status einer gesetzgebenden Körperschaft oder einer Lehrinstanz, sondern kann nur Konsens feststellen, solange und soweit dieser vorhanden ist, denn der Anglikanismus ist nicht hierarchisch, sondern dezentral gegliedert.
Innerhalb der Anglikanischen Gemeinschaft hat die Scottish Episcopal Church und in der nicht-anglikanischen Ökumene auch die Metropolitan Community Church die Entscheidungen der nordamerikanischen Kirchen begrüßt. Die Befürworter der Weihe (vor allem aus Nordamerika, Europa, Neuseeland und Südafrika) betonen einerseits die anglikanische Tradition, dass die Ortskirche ihre Angelegenheiten vor Ort regeln darf, andererseits vertreten sie die Auffassung, dass homosexuelle und heterosexuelle Christen gleich würdig sind, Leitungsämter der Kirche auszufüllen.
Am 19. Februar 2007 haben die anglikanischen Kirchenoberhäupter in Daressalam eine Verlautbarung veröffentlicht, in welcher sie die US-amerikanische Episkopalkirche zu einer Umkehr von ihrer Haltung zur Homosexualität und zur Weihe homosexueller Bischöfe auffordern. Innerhalb der US-Kirche bestehen erhebliche Bedenken, dass die Forderungen der anderen Kirchen mit dem Kirchenrecht der US-Kirche selber vereinbar sind, und man hält die Vorschläge darüber hinaus für „eine beispiellose Machtverschiebung zugunsten der Primasse“. Die US-Kirche kritisierte auch die fehlende Bereitschaft der anderen Kirchenoberhäupter, stärkere Schritte gegen die Kriminalisierung von Homosexualität in anderen Ländern zu unternehmen, und die Verweigerung vieler anglikanischer Landeskirchen, in den von mehreren Lambeth-Konferenzen (1998, 2008) und vom Windsor Report verlangten Listening Process (Dialog) mit homosexuellen Anglikanern zu treten. Im März 2010 wurde die offen lesbische Mary Douglas Glasspool zur Bischöfin der Episkopalkirche im Bistum Los Angeles gewählt. Die Bischöfe der anglikanischen Kirche im südlichen Afrika wandten sich im Mai 2010 gegen jede Form der Kriminalisierung von Homosexuellen.
Im September 2013 hat die Church of England erlaubt, dass homosexuelle anglikanische Geistliche eine Lebenspartnerschaft eingehen dürfen, solange sie sexuell enthaltsam leben. Im April 2014 ließ sich ein homosexueller anglikanischer Priester standesamtlich trauen und wurde in der Folge entlassen. Im November 2013 erlaubte die Church of England die Segnung gleichgeschlechtlicher Paare in einem Gottesdienst. 2017 erlaubte die Anglikanische Kirche in Schottland die Trauung gleichgeschlechtlicher Paare, so wie sie bereits in der Anglikanischen Kirche in den Vereinigten Staaten und in der Anglikanischen Kirche in Kanada kirchenrechtlich ermöglicht wurde. Im Mai 2018 befürworte die Generalsynode der Anglican Church in Aotearoa, New Zealand and Polynesia die öffentliche Segnung gleichgeschlechtlicher Paare. Im Juni 2018 erlaubte die Igreja Episcopal Anglicana do Brasil die Trauung gleichgeschlechtlicher Paare.

### Zölibat
Die Verpflichtung zum Zölibat, 1539 in den Act of Six Articles noch ausdrücklich bestätigt, wurde 1552 vom Kronrat Eduards VI. (federführend Thomas Cranmer) aufgehoben. Endgültig fixiert ist dies in den 1571 vom Parlament verbindlich beschlossenen 39 Religionsartikeln.